# Município de Bardaskan

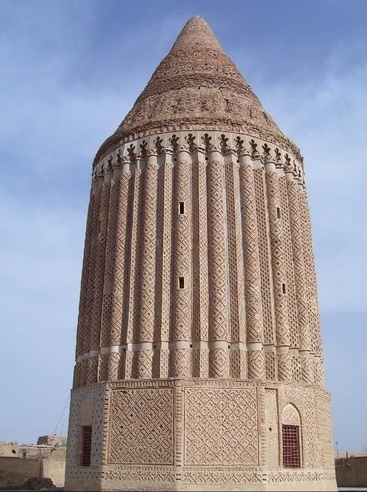
Aliabad keshmar Tower em Bardaskan

O Condado de Bardaskan (em persa: شهرستان بردسکن) é um condado da província de Razavi Coração, no Irã. Sua capital é a cidade de Bardaskan.